# Možajsk
Možajsk (rusko Можа́йск, latinizirano: Možájsk) je mesto in upravno središče okrožja Možajsk v Moskovski oblasti v Rusiji. Mesto se nahaja  110 km zahodno od Moskve na zgodovinski cesti, ki vodi v Smolensk in nato na Poljsko. Leta 2010 je imel 31.363 prebivalcev.

## Zgodovina
Možajsk je bil prvič omenjen leta 1231 kot apanaža Černigova. Ime naj bi dobil po reki Možaji, katere ime bi lahko bilo baltskega izvora. Litovska beseda "mažoji", na primer, pomeni "majhen". Reka je resnično majhna v primerjavi z bližnjo reko Moskvo. Kasneje je Možajsk postal pomembna trdnjava Smolenske kneževine, ki ji je v 13. stoletju vladal knez, kasneje sveti, Teodor Črni. Moskovčani so Možajsk zavzeli leta 1303, vendar so imeli v naslednjem stoletju resne težave pri njegovi  obrambi pred velikim litovskim knezom Algirdasom (vl. 1345-1377). V Možajski kneževini je običajno vladal mlajši brat vladajočega moskovskega velikega kneza, dokler se ni ta praksa leta 1493 opustila. Leta 1562 sta Danska  in Rusija med livonsko vojno 1558–1583 tam podpisali Možajski sporazum. Leta 1708 je administracija Petra Velikega Možajsku podelila status mesta. 
Možajsk je v 19. in 20. stoletju igral pomembno vlogo pri obrambi zahodnih pristopov k Moskvi. Med francosko invazijo na Rusijo leta 1812 je 12 kilometrov od mesta potekala Borodinska bitka. 
V drugi svetovni vojni je nemški Wehrmacht 18. oktobra 1941 zavzel Možajsk.:157 Sovjetska Rdeča armada ga je osvobodila 20. januarja 1942. 

## Arhitektura
Prva kamnita stolnica je bila zgrajena v mestnem kremlju v začetku 14. stoletja. Imenovala se je Nikolska (takrat Staronikolska) stolnica. Podobna je stolnici Marijinega vnebovzetja v Zvenigorodu. Lesen kip svetega Nikolaja Možajskega je izrezljal neznan umetnik.  Kip so kasneje prenesli v Cerkev nad vrati. 
Prvi utrjeni možajski detinec (citadela) je bil zgrajen že v 12. stoletju. Po velikem požaru leta 1541 je bil po ukazu Ivana Groznega popolnoma obnovljen. V začetku 17. stoletja je bila zgrajena kamnita trdnjava, ki so jo v letih 1624–1626 nadomestili z opečnim kremljem. 
Stolnico sv. Nikolaja v gotskem slogu je zasnoval Aleksej Bakarev, učenec Matveja Kazakova. Graditi so jo začeli leta 1802. Še nedograjeno cerkev so leta 1812 izropali umikajoči se francoski vojaki. Dokončana in posvečena je bila leta 1814. V cerkvi sv. Joahima in Ane je ohranjenih nekaj delov iz zgodnjega 15. stoletja.
Pomembna mestna znamenitost je Lužecki samostan, ki ga je leta 1408 ustanovil sv. Ferapont Belozerski. V 16. stoletju je bil prezidan v opečno zgradbo. Samostanska cerkev, zgrajena v  času vladavine moskovskega velikega kneza  Vasilija III., je bila nekoč znana po freskah, ki so jih pripisovali Dionizijevemu krogu ikonopiscev.

## Popratena in posestrena mesta
- Château-du-Loir, Francija
- Drochtersen, Nemčija
- Etropole, Bolgarija
- Lohja, Finska
- Perejaslav, Ukrajina
- Ujazd, Poljska
- Vilejka, Belorusija